# 光学

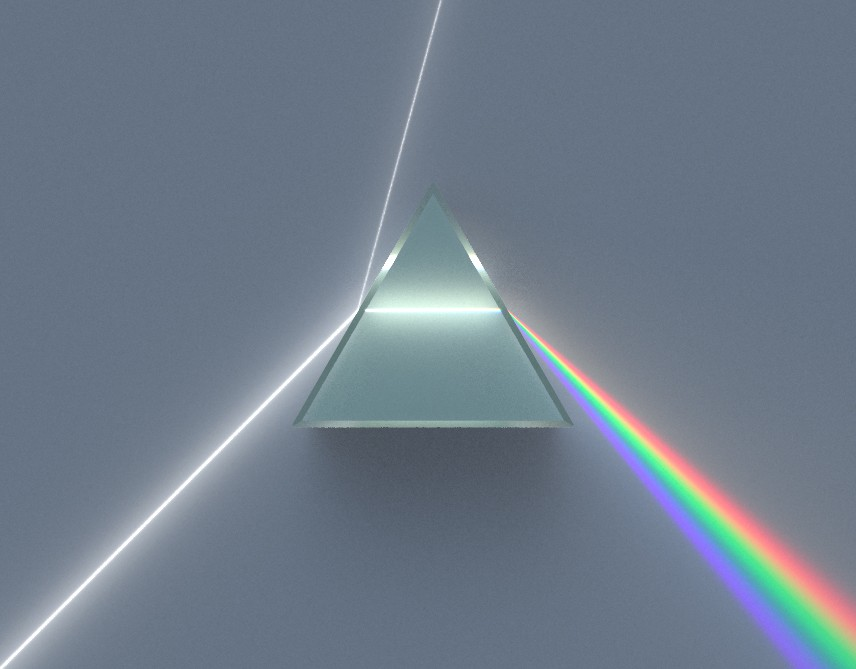
一束光入射於等邊棱鏡，產生反射、折射、透射、色散。

光學（英語：Optics），是物理學的分支領域，主要是研究光的現象、性質與應用，包括光與物質之間的相互作用、光學儀器的製作。光學通常研究紅外線、紫外線及可見光的物理行為。因為光是電磁波，其它形式的電磁輻射例如X射線、微波及無線電波等等也具有類似光的特性。英文術語「optics」源自古希臘字，意為名詞「看見」、「視見」。
大多數常見的光學現象都可以用古典電动力學理論來說明。但是，通常這全套理論很難實際應用，必需先假定簡單模型。幾何光學的模型最為容易使用。它試圖將光當作射線（光線），能夠直線移動，並且在遇到不同介質時會改變方向；它能夠解釋像直線傳播、反射、折射等等很多光線現象。物理光學的模型比較精密，它把光當作是傳播於介質的波動（光波）。除了反射、折射以外，它還能夠以波性質來解釋向前傳播、干涉、偏振等等光學現象。幾何光學不能解釋這些比較複雜的光學現象。在歷史上，光的射線模形首先被發展完善，然後才是光的波動模形.
很多現象涉及到光的波粒二象性。只有量子力學能夠解釋這些現象。在量子力學裏，光被視為由一群稱為光子的粒子組成。量子光學專門研究怎樣用量子力學來解釋光學現象。
進一步將光学細分類。光的纯科学领域，通常被称为光学或「光学物理」。应用光学通常被称为光学工程。光学工程中涉及到照明系统的部分，被特别称为「照明工程」。每一个分支在应用、技术、焦点以及专业关联上，都有很大不同。在光学工程中，比较新的发现，通常被归类为光子学（photonics）。
因为光学在实际中被广泛应用，光学物理和工程光学，在领域上，有很大程度的互相交叉。光学也与电子工程、物理学、天文學、医学（尤其是眼科学与視光學）等许多学科密切相关。很多關鍵科技都能找到光學的研究果實，包括鏡子、透鏡、望遠鏡、顯微鏡、激光、光纖、發光二極體、光伏等等。

## 经典光學
在量子光學的重要性被揭示之前，光学的基本理论主要是经典电磁场理论以及它在光学领域的高频近似。经典光学可以分成两个主要分支：几何光学与物理光学。

### 几何光学

光线在三棱镜中色散的想像图

几何光学，又称射线光学，描述了光的传播。在几何光学中，光被称作是 "射线"（光线）。光线会在两种不同介质的界面改变传播方向，并有可能在折射率随位置变化的介质中发生曲线弯折的现象。几何光学中的“光线”是抽象的物体，它的前进方向垂直于光波的波前。几何光学给出了光线通过光学系统的传播规律，以此可以预测其实际波前的位置。費馬原理是幾何光學的基本定理：光传播的路径是光以最短時間通過的路径，由此可以推導出許多几何光学的定律。考慮一個由透镜、反射镜及棱镜組合而成的光学系统，用几何光学可以說明其中的反射、折射等現象，需要注意的是，几何光学简化了光学理论，因此它无法解释很多重要的光学效应，例如：繞射、偏振等。
通过近轴近似（也稱為小角近似），可以对几何光学做进一步简化，并对应于数学描述上的线性化。在近轴近似条件下，光学元件和系统可以通过简单的矩阵来表示。高斯光学以及近轴光線跟踪都是以近轴近似的基礎進行發展，可以确定光学系统的一阶特性，例如找出成像位置、物體位置以及放大倍率的近似值等。高斯光束传播是近轴光学的扩展，它可以更为精确地描述相干传播（如激光光束）。即使仍然使用近轴近似，这一技术可以部分描述衍射，能够精确计算激光束随距离传播的速率以及其最小的汇聚尺寸。高斯光束传播理论因此可以沟通几何光学与物理光学。

### 物理光学
物理光学，或称波动光学，建立在惠更斯原理之上，可以建立复波前（包括振幅与相位）通过光学系统的模型。这一技术能够利用计算机数值仿真模拟或计算衍射、干涉、散射、偏振特性、像差等各种复杂光学现象。物理光学名稱中的「物理」表示它比幾何光學更接近物理原理，但仍然只是物理理論的近似而已:11-13。由于仍然有所近似，因此物理光学不能像电磁波理论模型那样能够全面描述光传播。对于大多数实际问题来说，完整电磁波理论模型计算量太大，在现在的一般计算机硬件条件下并不十分实用，但小尺度的问题可以使用完整波动模型进行计算。

## 近代光學
近代光學包括了二十世紀開始研究的光學科學及光學工程。光學科學部份一般會和光的電磁特性或是量子特性（光子）有關，不過也包括其他領域。量子光學是近代光學的主要子領域之一，處理光的量子力學特性。量子光學不只是理論而已，像雷射等現代光學設備其中的原理都是以量子光學為基礎。像光电倍增管或電子倍增管等光偵測器可以對單一光子反應。像感光耦合元件等電子式的图像传感器，也會因為個別光子的統計特性而出現散粒噪声。若沒有量子力學，也就無法理解發光二極體及太阳能电池的原理。量子光學常和量子電子學重疊。
特別領域的光學研究也包括光和特定材料之間的關係（如晶體光學及超材料），其他的研究包括電磁波的現象，以及光学涡旋、非成像光学、非线性光学、統計光學、光度学及辐射度量学等。此外，電腦工程師對積體光學、機器視覺及光學計算等有興趣，這些可能是下一代電腦中的重要組件。
現在，光學中純物理的部份會稱為光物理學，和光學中應用科學或工程的部份分開，後者則稱為光電工程。光電工程的主要領域包括有照明工程、光子学及光電工程等，實務應用光学透镜设计、光学构件的制作和检测及影像處理等。其中部份領域有些重疊，而各概念的差異在不同的地區或是不同的產業也會略有不同。因為雷射技術的進展，在數十年前就開始了一個非線性光學的專業研究社群。

## 應用
每天生活中有許多都和光學有關。生物的视觉系统就是以光學原理運作，是五感之一。眼鏡或隱形眼鏡幫助人們改善視力，而光學也是許多消費性產品（例如相機）的重要機能，望遠鏡、顯微鏡及放大鏡都是典型的光學儀器。彩虹及海市蜃楼都是光學現象，而光通訊是現在網際網路及電話學的基礎。

### 人眼

人眼的圖及其中重要的部份 3. 睫状肌, 6. 瞳孔, 8. 角膜, 10. 晶状体, 22. 视神经, 26. 正中凹 30. 视网膜

人眼的功能是將光線聚焦在稱為视网膜，位在眼球內部後方的感光细胞。聚焦是由一系列的透光物質來達成。進入眼球的光會先通過角膜，之後通過角膜後的液態區域眼球前房，接著進入瞳孔。光之後通過可以調節及聚焦光線的晶状体，接著會經過人眼中的主要液態區域玻璃体，最後進入视网膜。视网膜的細胞在眼球內側的後面，只有一點是视神经離開眼球的路徑，這個點也是眼睛的盲點。
眼睛中有兩種感光細胞，分別是視杆細胞及視錐細胞，會以不同的方式感測光線。視杆細胞對廣泛頻率範圍內的光強度變化很敏感，負責黑白視覺，視杆細胞分布在正中凹的區域，對於光在空間中的變化或是隨時間的變化不如視錐細胞那麼敏感。不過視杆細胞在視網膜中分布的區域較廣，且數量是視錐細胞的二十倍，因為其分布位置的廣泛，視杆細胞負責外围视觉。
視錐細胞對光的整體強度變化較不敏感，但視錐細胞分為三種，對三個不同頻率範圍的光很敏感，因此用來認知顏色及亮视觉。視錐細胞集中在正中凹，其空間的解析度較視杆細胞要好。因為視錐細胞在光線暗時不像視杆細胞那麼靈敏，夜間視覺會因為而受限。因為視錐細胞集中在正中凹，大部份的中央视觉（例如閱讀、做精細動作或檢查物品需要的視覺）都是由視錐細胞進行。

### 大氣光學

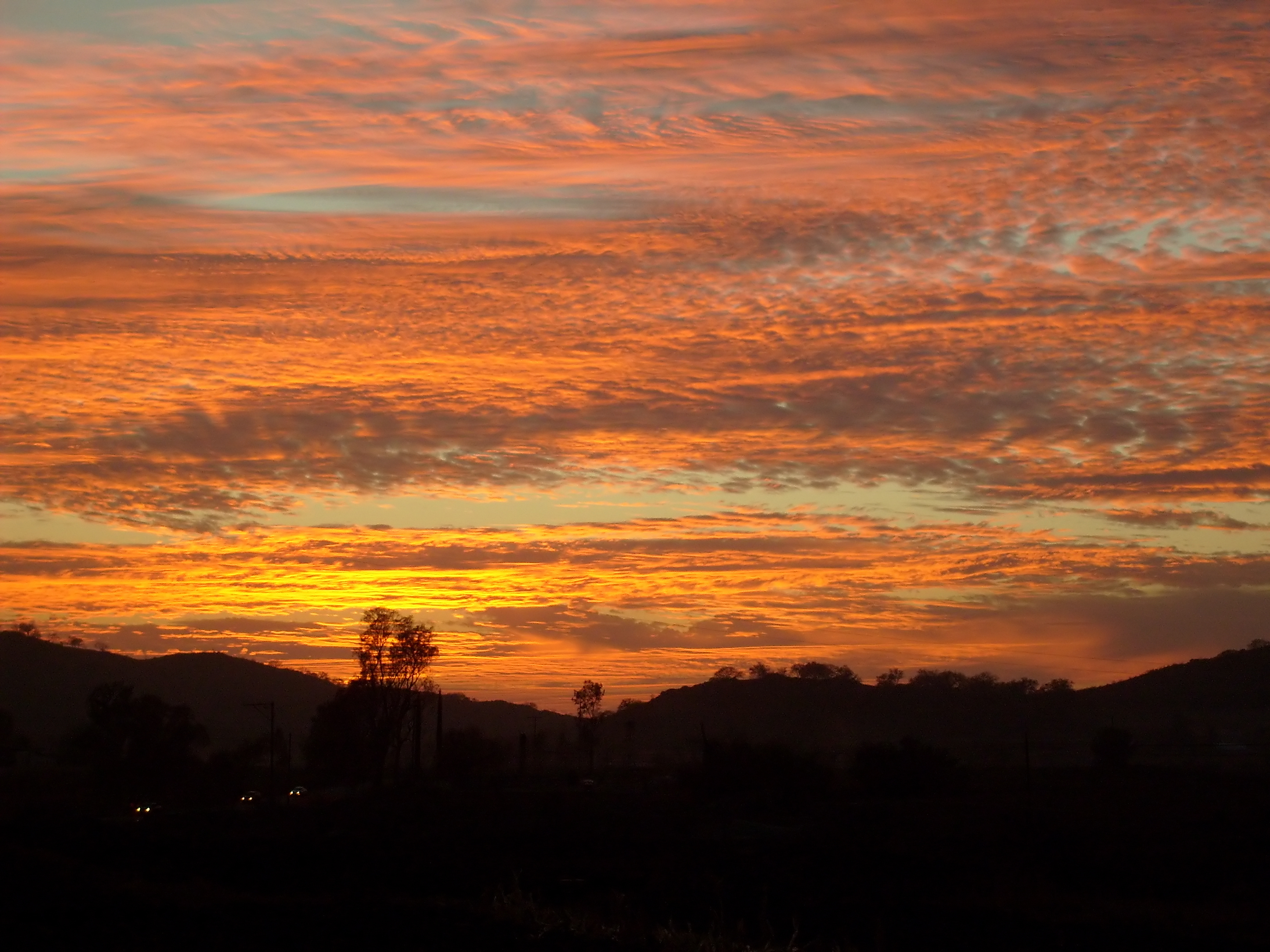
彩色的天空多半因為空氣中的粒子及污染物的散射所造成，圖中是2007年10月加州山火時的日落

大氣獨特的光學特性造成很多壯觀的光學現象，像天空的藍色就是瑞利散射的結果，將較高頻率的顏色（藍色）反射到觀察者眼前。因為藍光比紅光容易被散射，當透過較厚的太氣來直接觀測太陽（如日出或日落）時，太陽會呈現紅色。天空中其他顆粒物也可以在不同角度散射不同顏色的光，因此在黃昏和黎明時會有多彩發光的天空。大氣中冰晶或其他物質的散射造成了暈、晚霞餘暉、華、雲隙光及幻日等大氣現象。這些現象的不同是因為空氣中粒子的大小及其幾何形狀。
海市蜃楼是光因為不同溫度下空氣折射率的變化而產生的光學現象。光線在傳播於不同溫度下的空氣時被偏折而在遙遠的距離或天空中生成虛像，因此物體會出現於原先不可能出現的位置。其他相關的光學效應包括新地島效應，也就是太陽上昇的比預期時間要快，而且形狀扭曲。複雜蜃景是和逆溫下的折射有關的光學現象，是像島嶼、懸崖、船舶及冰山等物體在地平線上，其外形伸長且拉高，看起來像「童話故事裡的城堡」。
彩虹是光在雨滴中的內反射及色散折射所造成。若在雨滴中只有單一反射，會在天空仰角約40°至42°度形成彩虹，紅色在最外層，若是在雨滴中有二次反射，會在天空仰角約50.5°至54°形成彩虹，紫色在最外層。因為太陽和彩虹的中心會相差180度，若太陽越靠近地平線，彩虹會更明顯。

### 教科書
- Optics（页面存档备份，存于） — an open-source Optics textbook
- Optics2001（页面存档备份，存于） — Optics library and community

### 協會
- OSA（页面存档备份，存于） — Optical Society of America
- SPIE（页面存档备份，存于）
- EOS（页面存档备份，存于） — European Optical Society
- Northwest Photonics Association — UK